# Фосбери-флоп
Фосбери-флоп (англ. fosbury flop ) — техника прыжка в высоту, разработанная и впервые представленная американским прыгуном в высоту Диком Фосбери, которая позволила ему в 1968 году выиграть золотую медаль на Летних Олимпийских играх в Мексике, установив новый олимпийский рекорд (2,24 метра). На сегодня эта техника используется подавляющим большинством прыгунов в высоту.

Схематичное изображение прыжка

Техника прыжка заключается в следующем: атлет ускоренно разбегается по прямой или по диагонали к планке, последние несколько шагов (три или пять) совершает по дуге, сильно отталкивается дальней от планки ногой, делая второй и руками сильный мах, затем пролетает над планкой головой вперёд, спиной к земле, скользя вдоль воображаемой спирали, при этом прогибаясь назад и стараясь, чтобы как можно бо́льшая масса тела оставалась ниже планки. В завершающей стадии прыжка, когда над планкой остаются только ноги, спортсмен уже находится головой вниз и приземляется на маты спиной, плечами и головой.
Способ прыжка фосбери-флоп обеспечивает взятие спортсменом планки, причём в течение всего прыжка его центр масс находится ниже планки на расстоянии до 20 см.
Прыжок был придуман в 1967 году.
При совершении прыжка существенную роль играют маховые движения, совершаемые маховой ногой, руками, а также сосредоточение центра масс в паховой части. В этом смысле «прогиб» атлета выполняет важную роль, так как с точки зрения биомеханики этот способ является наиболее рациональным из существующих.

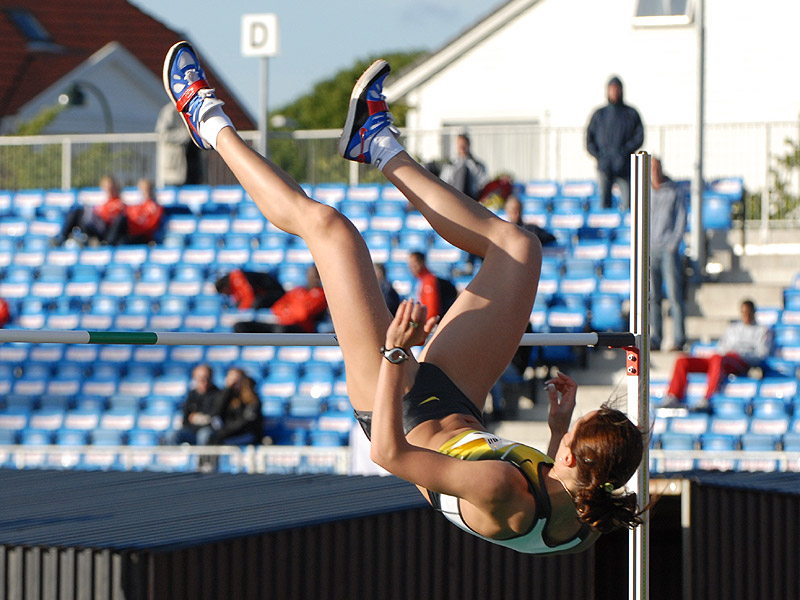
Елена Слесаренко в завершающей стадии прыжка

Вскоре после игр XIX Олимпиады сотни спортсменов с севера стали «примерять» стиль «фосбери-флоп» на себе. Они на практике оценили, какие преимущества дает быстрый разбег и полет над планкой спиной вниз. В 1973 году, прыгая этим стилем, американский атлет Дуайт Стоунз установил новый мировой рекорд, первым покорив заветный «круглый» рубеж в 2 м 30 см.
Правда, и «перекидной» стиль сдался не сразу. В 1977 году Владимир Ященко, прыгая таким стилем, установил рекорд в 2 м 33 см, а затем добавил к нему ещё сантиметр. Но в 1980 году поляк Яцек Вшола покорил 2 м 35 см стилем «флоп», и с тех пор этот метод стал общепринятым. В 1993 году «флоп» помог кубинцу Хавьеру Сотомайору поднять планку мирового рекорда до 2 м 45 см.

## Учебный фильм
- Союзспортфильм (1987). Прыжки в высоту способом "Фосбюри-флоп". Обучение технике..  17 мин. {{cite episode}}: |series= пропущен или пуст (справка)